# 박홍구
박홍구(朴弘耉, 1552년 ~ 1624년)는 조선 후기의 문신으로, 광해군 때 좌의정을 지냈으며 북인의 거두였다. 자는 응소(應邵), 호는 이호(梨湖). 본관은 죽산이다.

## 생애
1576년에 진사가 되고 이후 1582년, 식년문과에 갑과로 급제했다. 이후 1583년에 사간원정언이 되었다. 연이어 1593년에는 홍문관교리로 승진, 이후 전라조도어사가 되었으며 시독관과 교리를 거쳐 홍문관응교를 하다가 승정원의 동부승지로 초배되어 참찬관과 우승지를 거쳐 충청도관찰사로 임명되고 전라도관찰사를 지낸 뒤 바로 첨지중추부사라는 한직으로 물러난다. 그러나 광해군과 인연을 맺으며 성균관대사성, 도승지, 병조참판 등으로 승승장구하고 평안도관찰사로 임명된다. 이후 병조참판, 도승지, 대사간을 거쳐 성군관대사성에 재임명되었다가 대사간, 대사헌, 호조참판 등을 역임하고 이후 동지의금부사로 임명되어 특진관을 겸하다가 사간원대사간, 홍문관부제학을 거쳐 대사헌으로 임명되었으나 서인, 남인, 소북 세력의 공격으로 지중추부사에 임명되었다가 바로 대사헌으로 복귀했다. 그러나 곧 정적들의 공격으로 바로 첨지중추부사라는 한직에 있다가 바로 사헌부대사헌을 거쳐 동지중추부사에 있다가 대사헌, 지중추부사, 예조판서 등을 하고 특진관과 경연관을 겸하다 바로 형조판서가 된다. 이후 동지중추부사에 있다가 병조판서로 재임명되고 지중추부사에 있다가 지춘추관사를 거쳐 동지경연사와 사헌부대사헌을 연이어 한다. 이후 병조판서를 하다가 광해군 즉위 후 호조판서, 이조판서를 거쳐 병조판서를 거쳐 이후 좌찬성에 임명되고 우의정을 거쳐 좌의정까지 되며 소북의 실세가 되지만, 인조반정 이후 이이첨, 정인홍의 일파로 몰려 파직되고 유배되었다가 1624년, 이괄의 난으로 사형되었다.

## 사후
죽은 후 숙종 때 신원되었다가, 삭탈관직과 신원을 반복한 뒤 1908년, 순종 때 신원되었다.